# Spirito Santo alla Ferratella
De Spirito Santo alla Ferratella is een rooms-katholiek kerkgebouw en titelkerk in het bisdom Rome.
Het gebouw werd in 1981 gebouwd voor de op 1 december van dat jaar gestichte Heilige Geestparochie (Spirito Santo) in het stadsdeel Municipio IX. De kerk wordt onderhouden door de orde van de Rosminiaren, ook wel paters van Liefdadigheid genoemd.
Op 28 juni 1988 werd de Spirito Santo alla Ferratella door paus Johannes Paulus II verheven tot titelkerk. Op 16 april van het jaar erna bezocht de paus de kerk.

## Titelkardinalen
De volgende kardinalen waren kardinaal-priester van de Spirito Santo alla Ferratella:
- 1988-2000: Vincentas Sladkevičius M.I.C.
- 2001-2017: Ivan Dias
- 2019-heden: Ignatius Suharyo Hardjoatmodjo